# Homøopati
Homøopati er en pseudovidenskabelig, omstridt alternativ behandlingsform, som bygger på princippet om, at et stof i små doser kan kurere symptomer som stoffet selv fremkalder i store doser. Ofte anvendes doser så små, at det aktive stof ikke længere er at finde i blandingen. Af samme grund mødes homøopatien med stor kritik i videnskabelige kredse, og accepteres ikke af lægevidenskaben. I Sverige har der været en betydelig omsætning af homøopatiske præparater, dog aftagende, efter at det blev kendt, at 15.000 navne i et postordrekatalog dækkede piller af nøjagtigt samme kemiske sammensætning.

## Etymologi
Homøopati er sammensat af de græsk ord ὅμοιος (homoios) som betyder "lignende", og πάθος (pathos) som betyder "lidelse".

## Lighedsprincippet
Homøopati bygger på et lighedsprincip. Til sammenligning var der efter Hippokrates' opfattelse to forskellige helbredelsesmetoder: Helbredelse ved modsætning, og helbredelse ved lighed, hvoraf homøopati kan siges at videreføre den sidste. Paracelsus (1493-1541) var den første til at formulere det homøopatiske grundprincip: similia similibus curentur – "det samme helbreder det samme". Folkemedicin postulerer dette, når den hævder, at vorterod helbreder vorter, mens safran, fordi det er gult, helbreder gulsot, og valnødder helbreder meningitis, uden anden begrundelse, end at valnødder af udseende minder om hjernemasse. Det indgår også i den forestilling, der kaldes "signaturlæren", og som var fremherskende i middelalderen og senere især hos lægen Paracelsus (1493-1541), der udtrykte, at det, der ligner, også helbreder. Signaturlæren er grundlaget for handlinger som f.eks. at spise et løvehjerte for at blive modig, eller næsehorn for at få potens.
Den homøopatiske opfattelse er, at et lægemiddel, som i store doser fremkalder en sygdoms symptomer hos raske mennesker, i små doser vil helbrede den samme sygdom – fysisk, følelsesmæssigt og mentalt. Ud fra den logik skulle sukker gives til sukkersyge-patienter, mens det i virkeligheden tager livet af dem. Homøopatisk behandling styres udelukkende efter symptomer, med den konsekvens, at hvad enten hovedpine skyldes bihulebetændelse eller hjernesvulst, gives der det samme homøopatiske middel.

## Historie
Det var den tyske læge og kemiker Samuel Hahnemann (1755 – 1843), som systematiserede tankegangen i lighedsprincippet. Samuel Hahnemann anses derfor for at være homøopatiens grundlægger.
Det var gennem eksperimenter med kinabark, som man dengang anså for effektiv til behandling af malaria, at Hahnemann i 1790 fandt ud af, at en rask person, der indtager kinabark, udvikler symptomer, som ligner malaria. Derfor sluttede han sig til, at et lægemiddel som fremkalder bestemte symptomer hos en rask person, kan være virkningsfuldt for en patient med samme symptomer.
I sit hovedværk Organon, der Heilkunst beskrev Hahnemann det homøopatiske medicinske system vha. ca. 300 paragraffer.
Hahnemann skrev mange bøger, og foretog gennem sit liv omkring hundrede "lægemiddelprøvninger". Her indtog en gruppe raske mennesker forskellige stoffer og noterede nøje deres symptomer. Disse blev kategoriseret og systematiseret af Hahnemann, og derefter omskrevet til den første homøopatiske Materia Medica.
I løbet af det 19. århundrede blev homøopatien stadigt mere udbredt, og i 1830 åbnede den første homøopatiske skole.

## Centrale principper
Den klassiske homøopati er baseret på følgende centrale principper:
Similia similibus curentur – Lige skal helbredes med lignende.
Doses minimae – Anvend altid mindst mulige dosis.
Unitas remidi – Sygdom behandles med ét lægemiddel ad gangen, aldrig med en kombination.
Experimenta in homini sano – Lægemidlerne skal være afprøvede på raske mennesker.
Andre principper er:
Alt liv er en åndelig kraft, vitalisme, som styrer kroppens helbredelse.
En persons samlede symptombillede er homøopatens vejledning til at finde det rette lægemiddel.
Ved potenserende fortyndinger bliver lægemidlets iboende, helbredende egenskaber forstærket, og alle giftige og uønskede bivirkninger siges at forsvinde.

## Potensering
Et såkaldt homøopatisk lægemiddel fremstilles ved, at et aktivt stof fortyndes med vand eller alkohol på basis af blandingsforholdene 1:10 (decimal, D) eller 1:100 (centisimal, C). Tages fx én dråbe af det aktive stof og blandes med 99 dele alkohol eller vand, fås D2 = 1:100 (= C1). En dråbe herfra blandes igen i forholdet 1:99, og man får C2 = 1:10.000, osv. Mellem hver fortynding rystes opløsningen kraftigt ti gange, hvorved opløsningens "vitale kraft" menes at blive frigjort.
Ved opløsninger over C12 (fortyndingen 1: 1024) er der ikke længere molekyler tilbage af det oprindelige stof. Men det er almindeligt at homøopater anvender opløsninger på 1:1060 (C30). Derfor er homøopatiske produkter også undtaget fra lægemiddellovens krav (fra 1992) om dokumentation af indholdsstoffer i naturlægemidler, som sælges i Danmark. Da der ikke er farmakologisk aktive molekyler tilbage i homøopatiske opløsninger, er det egentlig misvisende at tale om "opløsninger". C30 modsvarer, at et saltkorn opløses i en væskemængde på størrelse med ti milliarder bassiner, hver en million gange så stort som vort solsystem. Alligevel påstås gunstig effekt af fortyndinger på over C100.000 (1:10200.000).
Nogle homøopater hævder, at vandet i en opløsning, der er blevet potenseret, dvs. ekstremt fortyndet og rystet ti gange mellem hver fortynding, har en evne til at blive noget, de kalder "bærestof" for det andet stofs "energistruktur", mens andre taler om, at vandet skulle have en "hukommelse". Men hver enkelt binding i vand dannes og brydes 10.000 milliarder gange i sekundet. Der eksisterer derfor ingen mulighed for, at vand kan fastholde strukturelle oplysninger om det, som engang har været opløst i det.
Ifølge homøopater, så er der en effekt af et såkaldt homøopatisk lægemiddel. Homøopater mener at en sådan effekt skulle forstærkes ved at opløsningen rystes. Ved at blive rystet hårdt ti gange, menes opløsningen at blive tilføjet kinetisk energi, samtidig med at de giftige bestanddele menes at blive fortyndet ud.
Homøopater hævder, at der er en "helbredende energi", der bliver "frigjort" til og "overført" til opløsningens molekyler under potenserings-processen med at fortynde og ryste væsken.

## Lægemidler
Homøopater benytter sig af en lang række lægemidler fra mineral-, plante- og dyreriget. Et stofs medicinske virkning (materia medica) kendes gennem såkaldte ”prøvninger”, hvor stoffet afprøves på raske mennesker. Sammenholdt med viden fra den homøopatiske forgiftningslære og homøopatens såkaldte kliniske erfaringer, udgør resultaterne af disse "prøvninger" stoffets materia medica.

## Holistisk behandling
Homøopater kalder også homøopati for holistisk årsagsbehandling, dvs. at homøopaten forsøger at behandle lidelsens årsag, og har baseret ordinationen på forståelsen af hele det syge menneske. Homøopaten hævder at behandle patienten, ikke sygdommen. På baggrund af det samlede symptombillede søger homøopaten at stimulere patienten til at genvinde sin fysiske og psykiske sundhed. Homøopati anvendes til behandling af akutte og kroniske lidelser hos mennesker og dyr.

## Synet på konventionel medicin
Hvor homøopater anvender lighedsprincippet anskues den traditionelle medicin af homøopaten ofte som en behandlingsform, der anvender det modsatte princip. Homøopaten kalder derfor læger for allopater (af græsk allos, der betyder anden). Homøopaten mener samtidig at det, at anvende et andet præparat kan være livsvigtigt, fx gives der penicillin for lungebetændelse og insulin (og ikke sukker) for sukkersyge.
Forskellen på homøopati og vaccination:
Mange er af den opfattelse, at vaccinationer egentlig følger det homøopatiske behandlingsprincip, fordi man her behandler "det samme med det samme". Men vaccinationer retter sig ikke mod et symptom, og virker ikke sygdomsbehandlende, men derimod forebyggende. Vaccination bliver heller ikke mere effektiv af at fortyndes og rystes, sådan som homøopatiske produkter påstås at blive.

## Forskning
I 2005 publicerede tidsskriftet The Lancet en metaanalyse af 110 placebo-kontrollerede forsøg med homøopati og 110 matchende undersøgelser med konventionel medicin, der var baseret på det schweiziske regeringsprogram for ”Evaluating Complementary Medicine”. Studiet konkluderede på baggrund at dets resultater, at den kliniske effekt af homøopati ikke var mere end en placeboeffekt.
Et andet studie, der viser at homøopati ikke har anden effekt end placebo, er publiceret i European Journal of Cancer i 2006. Dette er en metaanalyse af seks homøopatiske behandlinger, der var rettet imod cancerbehandlings eftervirkninger, inklusiv røntgen- og kemoterapi siden 1985. Tre af undersøgelserne var randomiserede dobbelt-blindt forsøg. Forfatterne konkluderede, at der var manglende beviser til bekræfte effekten af homøopatisk behandling imod cancer.
Cochrane Collaboration har foretaget enkelte systematiske analyser af de studier, der har undersøgt om, der er en effekt af homøopatiske produkter.
I 2007 publiceredes fx en systematisk analyse af fire studier af, om homøopati har en effekt på opmærksomhedsforstyrrelsen ADHD. I resuméet skriver de, at der "overordnet set ikke blev fundet evidens for en effekt af homøopati på de globale symptomer, de primære symptomer eller på relaterede symptomer ved ADHD."
Sundhedsvæsenet i England (National Health Service), American Medical Association og FASEB. har gjort det klart, at de ikke har fundet overbevisende videnskabelig evidens der støtter brugen af homøopatiske behandlinger inden for medicin.

## "Vands hukommelse"
I juni 1988 hævdede professor Jacques Benveniste og hans forskerteam, at laboratorieforsøg syntes at vise, at vand kunne "huske" stoffer, som engang havde været opløst i det. Han hævdede at virkningen af antistoffer mod allergi stadig kunne påvises i fortyndinger ned til 1:10120, hvor der umuligt kunne være molekyler af det oprindelige stof tilbage. Benvenistes forklaring var, at informationen måtte være blevet videregivet til vandets molekylære struktur under fortyndings/rysteprocessen. Denne forklaring giver i udgangspunktet ikke mening ud fra den viden vi har om vand. Fx fastholder molekylerne i flydende vand, ikke en bestemt struktur i mere end en brøkdel af et nanosekund af gangen. Benvenistes forsøg vakte imidlertid stor offentlig bevågenhed, da forsøget blev offentliggjort i tidsskriftet Nature.
Nature publicerede dog kun artiklen under forudsætning af, at de en uge efter publiceringen, i samarbejdet med Benvenistes forskningsteam, kunne forsøge at gentage eksperimentet i det samme laboratorium for at få de samme resultater. Benvenistes forskningsteam insisterede på at de første tre forsøg ikke måtte være blindede. Tre gange blev eksperimentet derfor udført ublindet, hvorved de fik de samme resultater. Én gang blev eksperimentet udført, hvor en enkelt af de medarbejderne, der udførte eksperimentet blev blindet. Det gav de samme resultater. Tre gange blev eksperimentet så udført under det almindelige kvalitetskrav om, at det bliver udført dobbelt-blindt. Dvs. to af de medarbejdere, der udførte eksperimentet, blev blindet på den måde, at de ikke blev informeret om, i hvilke kobler, der var såkaldt homøopatisk vand, og i hvilke, der var almindeligt vand. Ingen af de tre gange, hvor de havde blindet to af personerne, lykkedes det at påvise nogen forskel på vand og "homøopatisk" vand, der har gennemgået en homøopatisk fortyndings- og rysteproces, og som også udelukkende består af vand-molekyler.
Professor Madeleine Ennis hævdede i 1999 at have gentaget Benveniste resultater. Skeptikeren James Randi tilbød derfor 1 million dollars til BBC-programmet Horizon, hvis hypotesen om at vand skulle have en hukommelse kunne bekræftes, ved at følge Professor Ennis' forsøgsprocedure. Udfordringen blev taget op. Eksperimentet blev superviseret af vicepræsidenten for the Royal Society, Professor John Enderby. Eksperimentet kunne ikke påvise en forskel på vand og homøopatisk vand. ABC programmet 20/20, forsøgte også uden succes at reproducere Ennis' resultater.
Mens der således ved nogle af de ublindede gentagelser, der sidenhen er foretaget af eksperimentet, er blevet rapporeret en effekt, så har de trejdeparts-forsøg, der har involveret det almindelige kvalitetskrav med dobbelt-blinding, ikke kunnet gentages med en effekt. Det videnskabelige samfund har derfor ikke kunnet bekræfte Benvenistes udsagn.

## Den tidlige kritik
Homøopatiens udbredelse voksede op igennem det 19. århundrede. Den mødte fra starten en del kritik. Dronning Victorias læge, Sir John Forbes (1787-1861), sagde bl.a., at de meget små homøopatiske doser var "ubrugelige, latterlige og en skændsel imod den menneskelige fornuft".
Også professor, Sir James Young Simpson (1811-1870), en anden af Victorias læger, sagde, at den homøopatiske medicin ikke ville kunne påvirke hverken en mand eller en flue.
Til gengæld tog den engelske kongefamilie og forholdsvis store dele af den engelske befolkning homøopatien til sig i årene efter dronning Victorias regeringstid. Homøopatien er stadig ret udbredt i England. De praktiserende læger har tidligere ordineret en del homøopatisk medicin. I 2007 blev der ifølge de registrerede tal ordineret 49.300 homøopatiske produkter af praktiserende læger. Til sammenligning blev der i samme periode ordineret ca. 800 millioner videnskabeligt baserede medicinske produkter.  Dronning Elizabeth og prins Charles støtter begge homøopati. Specielt i forhold til alvorlige sygdomme ses deres støtte som værende problematisk.
Da tyfus rasede i Leipzig i 1813, behandlede Samuel Hahnemann 180 patienter med sin homøopatiske medicin. Han dokumenterede at 178 ud af disse 180 patienter overlevede og blev raske. Overlevelsesprocenten på patienter, der under denne tyfusepidemi lod sig behandle af de på den tid gængse behandlingsformer, blev dokumenteret til at ligge et sted mellem 70-80%.
Hans resultater har sidenhen ikke kunnet gentages. Samtidens gængse behandlinger var desuden primitive og ofte skadelige, hvorfor en behandling med fortyndervæske - uanset evt. helbredende energier - dog ville udgøre en forbedring ift. den daværende praksis.

## Kritik
En kritik, som fx dr. Stephen Barrett fremfører, er, at nogle homøopater udnytter den tilstand som alvorligt syge befinder sig i, til at sælge dem dyre behandlinger og et falskt håb.
Ole Hartling, overlæge og daværende formand for etisk råd, kommenterede i 2004 i Kristeligt Dagblad TV-programmet "Lægens bord"s dækning af homøopati. Han skrev: "Nu kunne man så vente, at der ville blive stillet kritiske spørgsmål til det tankespind, som er grundlaget for homøopati. Fx om det står patienterne klart, at der i homøopatiske præparater ikke er nogen indholdsstoffer – om man med andre ord er parat til at acceptere, at der påstås en virkning af ikke tilstedeværende molekyler. Hvis ikke en læge skulle stille sådanne spørgsmål ved sit bord, kunne det jo være et hvilket som helst bord, og en hvilken som helst interviewer."
Skeptiker James Randi er overbevist om, at homøopati ikke virker. Han har udbudt én million dollars, til enhver, som kan tilvejebringe overbevisende bevis for et paranormalt fænomen, herunder homøopati. Han indtager som en fast rutine i sit foredrag om homøopati, et helt glas af homøopatiske sovepiller foran publikum i indledningen af foredraget. 